# I mostri (serie televisiva)
I mostri (The Munsters) è una sitcom brillante con elementi horror prodotta negli Stati Uniti dove è stata trasmessa dal 24 settembre 1964 al 12 maggio 1966 sul network CBS. La serie, che ha come protagonista la famiglia Munster, è stata mandata in onda contemporaneamente a La famiglia Addams, con la quale condivideva uno stile apparentemente simile.
La serie, una delle ultime serie della televisione statunitense filmate in bianco e nero, nonostante sia andata in onda per soli due anni e sia stata cancellata alla seconda stagione, né abbia raggiunto alti indici di gradimento durante la sua messa in onda o vinto alcun premio, con gli anni è divenuta una serie culto e ha dato il via al franchise che ha prodotto film per la televisione, per il cinema e nuove serie televisive. La serie è infatti più popolare al giorno d'oggi che alla sua messa in onda, grazie al suo umorismo di semplice fattura e alla produzione degli Universal Studios, che elargì un grosso budget per la realizzazione della serie.

## Trama
La serie narra le avventure di una famiglia di "mostri", ricalcati su celebri mostri della Universal, che vive in un sinistro maniero sito al numero 1313 di Mockingbird Lane, nella cittadina di Mockingbird Heigh, come una qualsiasi famiglia americana. I membri di questa bizzarra famiglia sono: Herman, il capofamiglia, uno dei vari mostri di Frankenstein creati dal dottor Victor Frankenstein tra il 1815 e il 1950; sua moglie Lily, una vampira originaria della Transilvania, figlia del Nonno; il Nonno, un vampiro, anch'egli originario della Transilvania e simile in tutto e per tutto al celebre Conte Dracula; Eddie, il figlio di Lily e Herman, un piccolo lupo mannaro; la nipote Marilyn, l'unica ragazza apparentemente "normale" della famiglia, che ricalca lo stereotipo della scream queen dei film horror e di fantascienza degli anni cinquanta.
La trama degli episodi è basata su uno schema ricorrente: Herman tenta di fare qualcosa di grandioso, il Nonno lo aiuta e tutto va a scatafascio. Il tutto è basato sulla commedia slapstick, con molte situazioni tipicamente comiche, cadute, capitomboli e litigi divertenti. Herman fa i capricci, il Nonno imbastisce piani, mentre Lily li rimprovera, col risultato finale che il più maturo appare essere il piccolo Eddie.

## Episodi
Sono stati girati anche due episodi pilota mai mandati in onda e il 18 aprile 1965 è stato trasmesso un episodio speciale intitolato Marineland Carnival.
| Stagione         | Episodi | Prima TV USA | Prima TV Italia |
| ---------------- | ------- | ------------ | --------------- |
| Prima stagione   | 38      | 1964-1965    |                 |
| Seconda stagione | 32      | 1965-1966    |                 |

## Personaggi

### Personaggi principali
- Phoebe Munster
Nel primo episodio pilota Herman era sposato con una moglie dall'aspetto molto più goth, di nome Phoebe e interpretata da Joan Marshall. Phoebe aveva un rapporto molto più litigioso e contrastato con Herman e un rapporto più teso con Eddie.[3] I produttori hanno però scartato il personaggio di Phoebe dopo aver deciso che sembrava una copia esatta di Morticia Addams de La famiglia Addams. Lily è quindi apparsa dal secondo pilota in poi.
- Lilly de Mostri (stagioni 1-2), da Yvonne De Carlo, doppiata in italiano da Adriana De Roberto (stagione 1) e da Fabrizia Castagnoli (stagione 2).[4]
- Herman de Mostri (stagioni 1-2), interpretato da Fred Gwynne, doppiato in italiano da Roberto Bertea (stagione 1) e da Giovanni Petrucci (stagione 2).[4]
- Nonno (stagioni 1-2), interpretato da Al Lewis, doppiato in italiano da Stefano Sibaldi (stagione 1) e da Francesco Vairano (stagione 2).[4]
- Edward "Eddie" de Mostri (stagioni 1-2), interpretato da Butch Patrick, doppiato in italiano da Emanuela Giordano (stagione 2).[4]
- Marilyn de Mostri (stagioni 1-2), interpretata da Beverley Owen (stagione 1, ep. 1x01-1x13) e da Pat Priest (stagioni 1-2, ep. 1x14-2x32), doppiata in italiano da Maresa Gallo (stagione 1) e da Emanuela Giordano (stagione 2).[4]

### Personaggi ricorrenti
- Yolanda Cribbins (stagioni 1-2), interpretata da Claire Carleton, doppiata in italiano da liliana Jovino (stagione 2).[4]
- Bloom, il postino (stagioni 1-2), interpretato da John Fiedler, doppiato in italiano da Elio Pandolfi (stagione 2).[4]

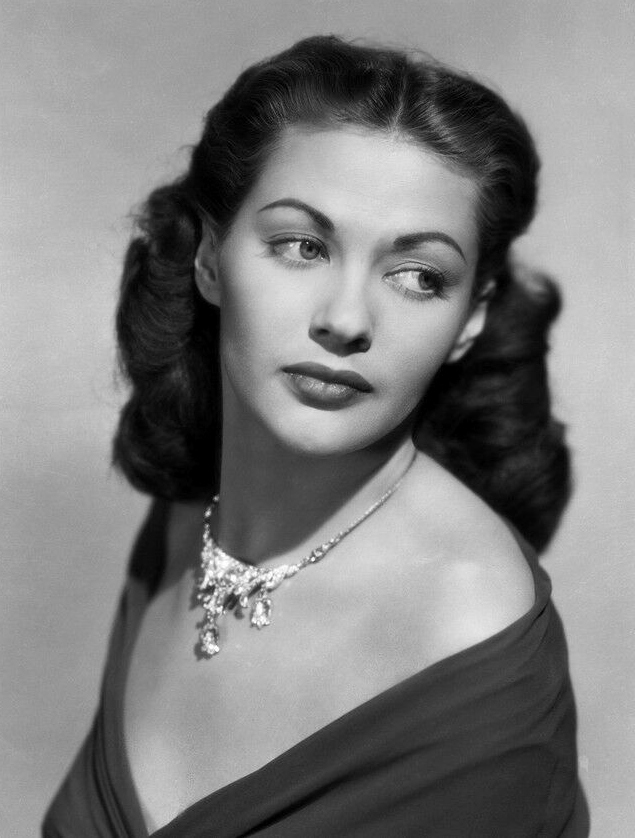
Yvonne De Carlo, interprete di Lily Munster
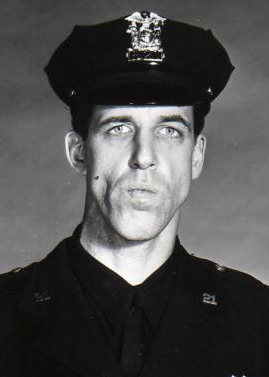
Fred Gwynne, interprete di Herman Munster
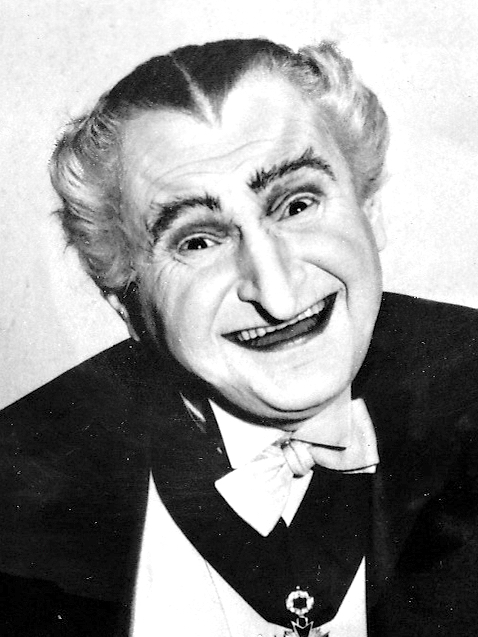
Al Lewis, interprete del Nonno
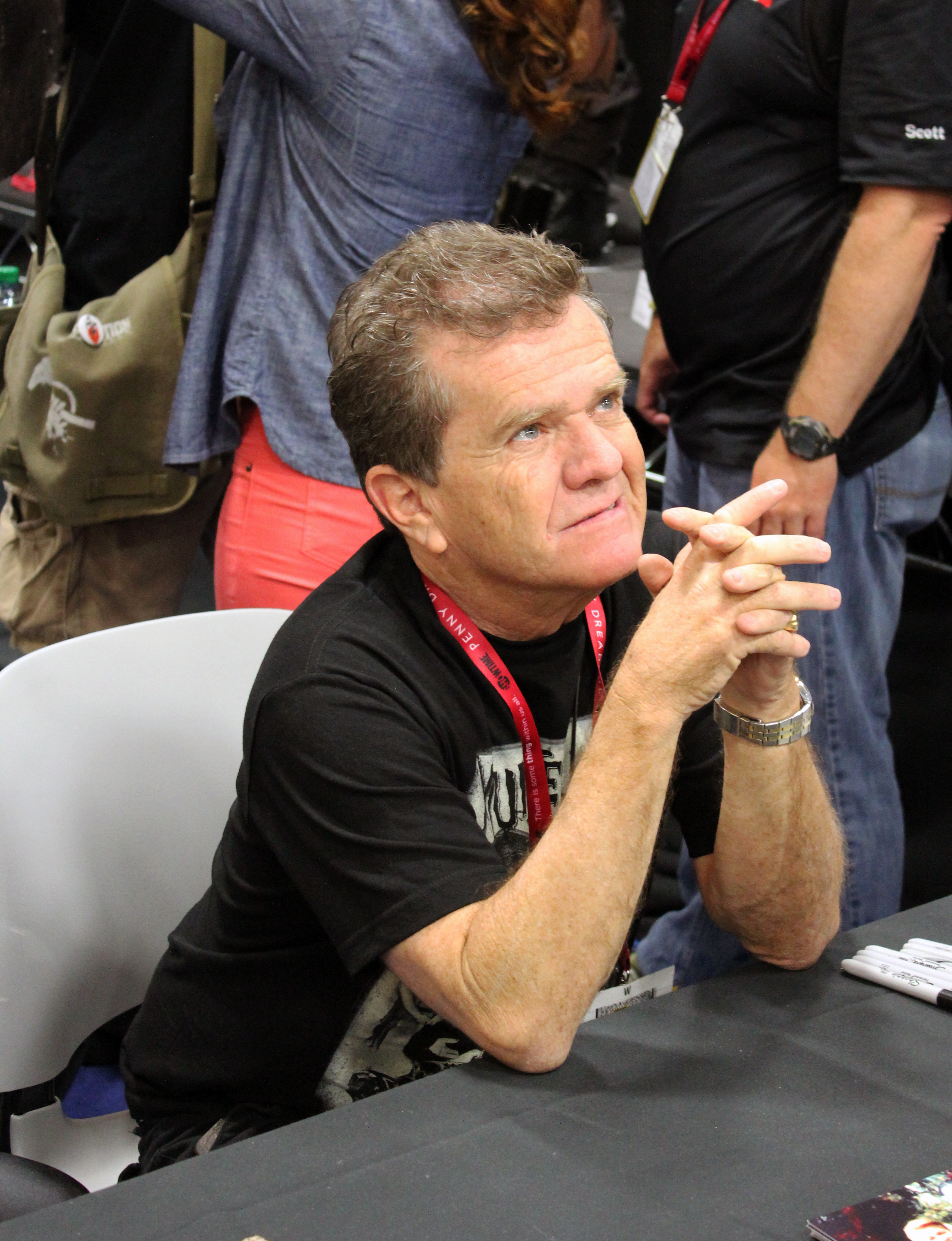
Butch Patrick, interprete di Eddie Munster
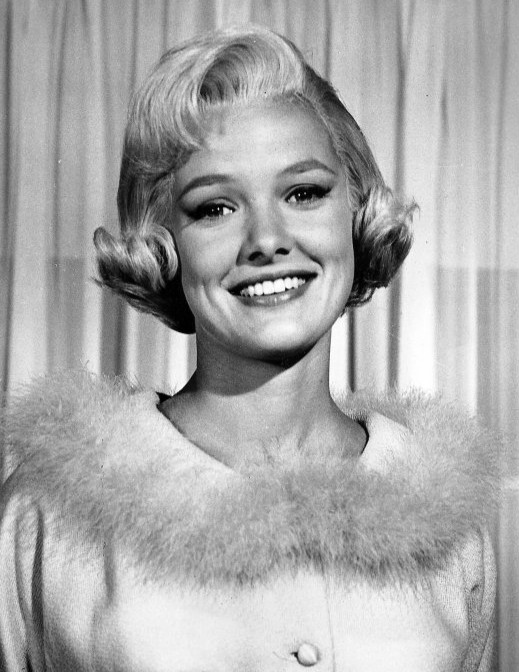
Beverley Owen, prima interprete di Marilyn Munster
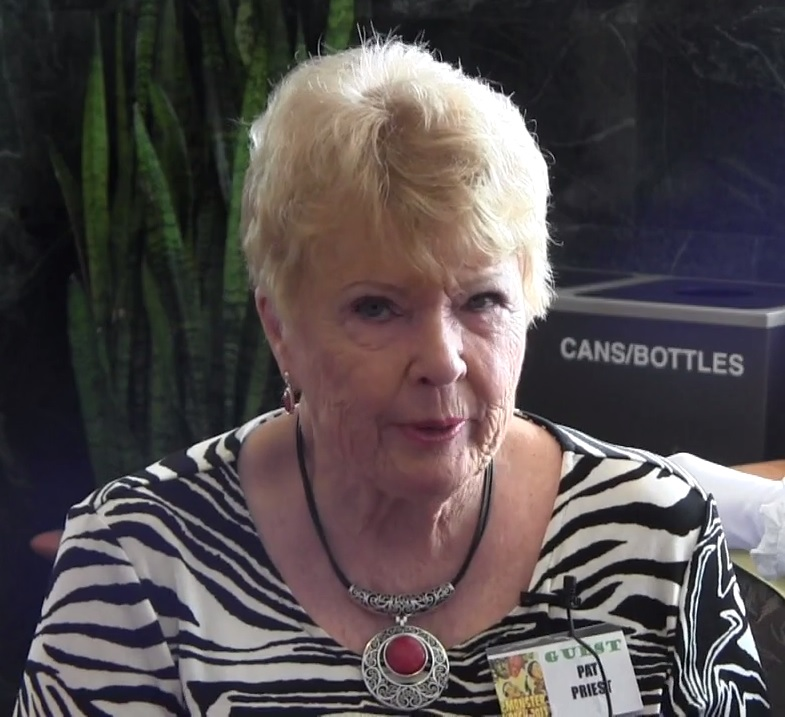
Pat Priest, seconda interprete di Marilyn Munster
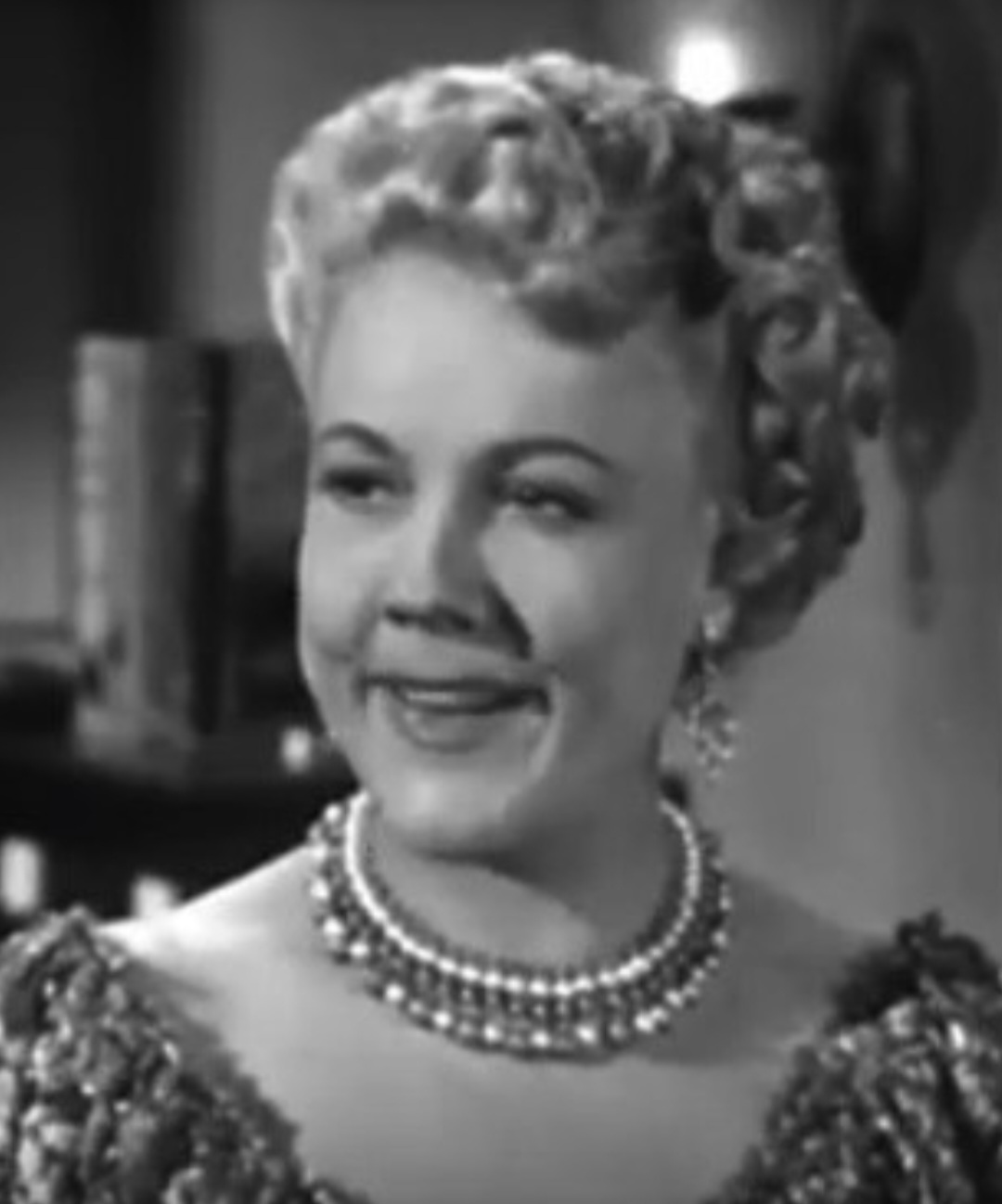
Claire Carleton, interprete di Yolanda Cribbins
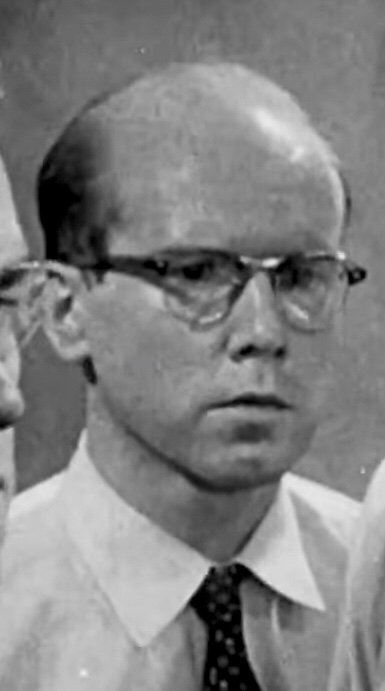
John Fiedler, interrpete di Bloom, il postino

## Produzione

### Episodi pilota
Inizialmente vennero prodotte alcune "presentazioni" sperimentali quali piloti per mostrare e vendere la serie. Durante la realizzazione della prima "presentazione", scritta da Norm Liebman e Ed Haas e diretta da Norman Abbott, e di cui oggi rimangono poche tracce, i produttori John Connely e Bob Mosher erano ancora nel pieno del casting. In questa prima "presentazione" di 12 minuti, che era girata a colori, Herman Munster era sposato con Phoebe Munster, interpretata dall'attrice Joan Marshall, che in seguito venne scartata e completamente ripensata a causa del fatto che il personaggio era troppo simile al prototipo di dark lady rappresentato da Morticia Addams/Vampira,, venendo sostituita, alla terza "presentazione", da Yvonne De Carlo nei panni di Lily Munster. Anche il figlio Eddie era in origine interpretato da Happy Derman, che lo raffigurava come un marmocchio urlante posseduto da Satana. Venne in seguito sostituito da Butch Patrick e divenne il piccolo lupo mannaro che conosciamo. Fred Gwynne e Al Lewis furono invece scelti fin da subito per i rispettivi personaggi di Herman e del Nonno, anche se Gwynne sostiene che inizialmente il ruolo dell'anziano vampiro venne offerto a Bert Lahr, e Beverley Owen vestiva già nei panni di Marilyn.
La trama di questo primo pilota era sostanzialmente simile all'inizio del secondo episodio trasmesso, My Fair Munster, con Marilyn che chiede al suo ragazzo di venire a casa sua, così da potergli presentare gli zii; una volta a casa, il ragazzo dà un'occhiata a Herman e fugge via terrorizzato. L'episodio ci porta all'interno di casa Munster, dove la famiglia si sta preparando per la serata, il nonno giova a dama, mentre Eddie se ne sta seduto su una trave rifiutandosi di scendere. Fred Gwynne lo ha definito "piuttosto bizzarro" , chiedendosi come siano riusciti a vendere la serie grazie ad esso, considerandolo "terribile".
Alla prima proiezione del pilota il regista Norman Abbott ricorda che erano presente tutto il personale che ci avevano lavorato e che qualcuno chiamò qualcuno della direzione, cosicché Jim Aubrey della CBS decise di acquistare la serie all'istante. Dopo questa prima "presentazione" ne vennero girate altre due in bianco e nero e solamente alla terza vennero alla fine scritturati Yvonne De Carlo e Butch Patrick. In questi altri piloti vennero cambiate molte cose, a cominciare dalla musica, alle scenografie, ai costumi e agli accessori degli stessi. Venne inoltre abbandonato il colore in favore del bianco e nero: i network televisivi all'epoca erano ancora all'inizio delle trasmissioni a colori e I mostri erano già "brutti abbastanza in bianco e nero", come sostiene il produttore Joe Connely, mentre riprendere la serie a colori avrebbe rappresentato una spesa enorme, che avrebbe fatto lievitare il già tiratissimo budget. Così, alla fine dell'aprile del 1964, i Munster vennero alla fine approvati così come li conosciamo oggi.

## Distribuzione
La serie è stata inizialmente trasmessa dalla Rai tra gli anni sessanta e gli anni settanta, con un primo doppiaggio. Una seconda messa in onda è avvenuta tra la fine degli anni ottanta e i primi anni novanta su Rai 3, con un nuovo doppiaggio per la seconda stagione. Infine è stato trasmesso in replica, dall'ottobre del 2003, su Italia 7 Gold. Per l'occasione i Munsters, che nella serie originale portavano il cognome Munster, appunto, sono stati ribattezzati "de Mostri".

## Sequel e remake
La serie ha goduto di ampia popolarità, in patria persino superiore a quella della rivale famiglia Addams. Nel 1966, alla fine della messa in onda della serie, è stato distribuito nei cinema il film a colori La dolce vita... non piace ai mostri (Munster, Go Home!), diretto da Earl Bellamy, che aveva già diretto sette episodi della serie televisiva originale. A partire dagli anni settanta sono stati prodotti numerosi sequel e remake. Nel 1973 viene realizzato un film di animazione della durata di un'ora, The Mini-Munsters, per la serie The ABC Saturday Superstar Movie. Una nuova serie viene prodotta alla fine degli anni ottanta, I mostri vent'anni dopo (The Munsters Today), andata in onda dal 1988 al 1991 e con un cast completamente rivisto. Nel 2012 si è tentato di lanciare una nuova serie televisiva, Mockingbird Lane, ma dopo la realizzazione del pilota, la serie è stata cancellata. Nel 2022 ne è stato realizzato un remake cinematografico, diretto da Rob Zombie e interpretato da Sheri Moon (Lily Munster), Jeff Daniel Phillips (Herman Munster), Daniel Roebuck (Il Conte) e le partecipazioni speciali di Catherine Schell e Cassandra Peterson, meglio nota come Elvira.